# Фуенлабрада-де-лос-Монтес
Фуенлабрада-де-лос-Монтес (ісп. Fuenlabrada de los Montes) — муніципалітет в Іспанії, у складі автономної спільноти Естремадура, у провінції Бадахос. Населення — 1947 осіб (2010).
Муніципалітет розташований на відстані близько 180 км на південний захід від Мадрида, 180 км на схід від Бадахоса.

## Демографія
Динаміка населення (INE ):